# Тезик Віра Дмитрівна
Віра Дмитрівна Тезик (Четверик) (25 січня 1942, Петриківка, Дніпропетровська область) — українська художниця, майстриня петриківського розпису.

## Життєпис
Закінчила у 1962 році Петриківську дитячу художню школу ім. Т. Я. Пати, де її вчителем був відомий майстер петриківського розпису Федір Панко. Одночасно з цим з 1958 року працювала на Фабриці петриківського розпису «Дружба». Згодом переїхала у Солоне Дніпропетровської області.
Твори майстрині зберігаються у Національному музеї українського народного декоративного мистецтва (м. Київ), Дніпропетровському художньому музеї (м. Дніпро) і Дніпропетровському історичному музеї імені Дмитра Яворницького (м. Дніпро).

## Літературні джерела
- Словник художників України. Київ: ГРУРЕ, 1973.
- Глухенька Н. Петриковка. Днепропетровск: Промінь, 1975.
- Петриківка: Альбом репродукцій. — Дніпропетровськ: Дніпрокнига, 2001 (перевидання 2004). — 216 с.
- Петриківський розпис: Книга-альбом / упорядник О. І. Шестакова. — Київ: Мистецтво, 2015 (2016). — 240 с.